# Корунд
Кору́нд — минерал, кристаллический α-оксид алюминия (Al2O3), тригональной сингонии, дитригонально-скаленоэдрический. Имеет следующую кристаллохимическую структуру: в октаэдрических пустотах между шестью кислородными ионами находятся катионы алюминия. Каждый ион алюминия окружён шестью ионами кислорода, и каждый ион кислорода связан с четырьмя ионами алюминия. Кристаллы имеют призматический или бипирамидальный облик. Благодаря развитию граней бипирамид кристаллы часто принимают характерный бочонковидный облик. Плотность корунда составляет 4000 кг/м³.

## Происхождение
Типичный гипогенный минерал. Встречается в магматических породах, бедных кремнезёмом (типа сиенитов, нефелиновых сиенитов). Крупные кристаллы находятся в пегматитах, генетически связанных с указанными горными породами. Зерна и метакристаллы, достигающие 10 см в диаметре, характерны для метаморфических пород глубокой стадии метаморфизма — гнейсов, гранатовых амфиболитов, гранулитов. Также образуется при контактово-метаморфических изменениях осадочных пород, богатых глиноземом — наждак. Основную массу драгоценных разновидностей находят в россыпях.
Технический искусственный корунд получают термообработкой бокситов.

## Форма кристаллов
Встречается в виде отдельных или сросшихся в группы бочонкообразных, дипирамидальных и таблитчатых кристаллов псевдогексагонального облика, обособленных вкраплений и зёрен, плотных зернистых агрегатов, мелкозернистых сплошных и землистых масс.

## Разновидности
Корунд как минеральный вид имеет следующие разновидности:
- Рубин, «красный яхонт» — красного цвета; драгоценный камень первой категории, цена прозрачных хорошо окрашенных экземпляров бывает больше, чем у алмазов. Рубины цвета «голубиная кровь» из Мьянмы (из долины Могок и провинции Монг-Шу) — самые дорогие.
- Сапфир, «синий яхонт» — синего цвета разной интенсивности. При умеренно-интенсивной васильково-синей окраске — драгоценный камень первой категории, но ценится значительно ниже рубина. Слишком тёмные или слишком светлые сапфиры довольно дёшевы. Самый красивый и ценный цвет: «Royal blue» интенсивно насыщенного синего цвета, по оттенку посередине между самым темным и самым светлым вариантом. По месту происхождения самый дорогой из провинции Кашмир (Индия) вследствие истощения месторождения и исключительного качества и цвета.
  - Жёлтый
  - Зелёный (устар. «восточный изумруд»).
  - Полихромный (может встречаться любое цветовое сочетание). Очень редкий и ценный.
  - Розовый
  - фиолетовый (устар. «восточный аметист»).
  - Чёрный. Особенно ценна звёздчатая разновидность с 6 или 12 лучами.
- Падпараджа — является исключительно смесью двух цветов: оранжевого и розового. Оттого редок. Разные геммологические лаборатории на один и тот же камень могут давать как заключение как «падпараджа», так и просто розово-оранжевый.
- Звёздчатый рубин — экзотический драгоценный камень с эффектом астеризма, обрабатывается в виде кабошона.
- Лейкосапфир или «Восточный алмаз» — бесцветный и совершенно прозрачный корунд; недорогой драгоценный камень.
- Обыкновенный корунд — непрозрачный, крупно- или мелкозернистый, сероватого цвета. Иногда в крупных непрозрачных кристаллах. Благодаря высокой твёрдости его используют как абразивный материал, из-за высокой температуры плавления используется как огнеупорный материал, а также при изготовлении эмалей.
- Наждак — сплошная зернистая корундовая порода серо-черного цвета с примесями гематита, магнетита и др.[3]
- Синтетический корунд — производится термической обработкой различного высокоглинозёмного сырья. Его сиренево-розовые разновидности называются французской розой или розой Франции[4].

## Сопутствующие минералы
Андалузит, силлиманит, рутил, диаспор, гиббсит, бёмит, шпинель, серпентин, нефелин, полевые шпаты, хлорит, слюды, магнетит.

## Месторождения
Главные мировые месторождения: Занскар (шт. Кашмир), Индия; близ Балангоды, Ракваны и Ратнапуры — Шри-Ланка; Адамов мост — цепь скал, балок и песчаных отмелей между Индией и о. Шри-Ланка; Амбуситра, о. Мадагаскар; мраморы Могок, Бирма; Таиланд; о. Наксос, Греция; Банкрофт, Крейгмонт, Ренфру (шт. Онтарио) — Канада; Норвегия; Кортланд (шт. Нью-Йорк), США. В России: Сигангойское (Красноярский край), Ильменские горы и Вишнёвые горы (Челябинская область, Урал), массив Рай-Из, Приполярный Урал, «Косой Брод», Средний Урал, Кольский полуостров, Карелия.

## Использование
Зернистые массы корунда (наждак) и искусственный корунд применяются как абразивный материал. Искусственный корунд ранее применялся при изготовлении корундовых игл (вместо дорогих алмазных) для электропроигрывающих устройств воспроизведения грампластинок. Прозрачные разновидности корунда (сапфир, рубин) являются драгоценными камнями и широко используются в ювелирном деле. Крупные хорошо образованные кристаллы добываются как коллекционные экспонаты. Высококачественные корунды применяют при изготовлении точных механизмов, лазеров и других оптических устройств. Вакуумноплотная корундовая керамика розового цвета применяется как изолятор с высокой теплопроводностью в производстве радиоламп и корпусов микросхем в военном исполнении. Из лейкосапфира, вырабатываемого искусственно, делают горелки натриевых ламп высокого давления.
Известен случай находки обработанного камня со следами корундового абразива в Египте, относящегося к эпохе Нового Царства.